# Telepîne, Kameanka
Telepîne (în ucraineană Телепине) este o comună în raionul Kameanka, regiunea Cerkasî, Ucraina, formată numai din satul de reședință.

## Demografie
Componența lingvistică a comunei Telepîne
     Ucraineană (97,76%)
     Rusă (1,88%)
     Alte limbi (0,18%)
Conform recensământului din 2001, majoritatea populației comunei Telepîne era vorbitoare de ucraineană (97,76%), existând în minoritate și vorbitori de rusă (1,88%).